# Osácar
Osácar (Otsakar en euskera) es una localidad española y un concejo de la Comunidad Foral de Navarra perteneciente al municipio de Juslapeña. Está situado en la Merindad de Pamplona, en la Cuenca de Pamplona. Su población en 2014 fue de 33 habitantes (INE).